# 1950-es New York-i egyezmény az emberkereskedelemről és a prostitúcióról
A New York-i Nemzetközi Egyezmény 1950. március 21-én keletkezett. Az egyezmény elítéli a prostitúciót és az emberkereskedelmet, ezekről a következőket tartja: "az emberi személy méltóságával és értékével összeegyeztethetetlen és veszélyezteti az egyén, a család és a társadalom jólétét" , és előírja az emberkereskedelem és a prostitúcióból hasznot húzó külső személyek törvényi elítélését. Az egyezmény 28 cikkből áll.
- Magyarországon kihirdette az 1955. évi 34. tvr, amelynek címe: "az emberkereskedés és mások prostitúciója kihasználásának elnyomása tárgyában, New Yorkban, 1950. évi március hó 21. napján kelt nemzetközi egyezmény kihirdetéséről".

## Főbb rendelkezései

### 1-4. cikk
Kötelezi a szerződő felet azon a személyek büntetésére, akik részt vesznek más személyek prostitúcióra csábításában, vagy más személyek prostitúciójából hasznot húznak, még akkor is, ha a prostituált ezekbe beleegyezik. Ezen kívül büntetik azokat a személyeket is, akik bordélyházat tartanak fenn, vagy anyagilag segédkeznek azok fenntartásában, vagy mások számára ingatlant bérbe adnak vagy bérelnek prostitúció céljára. Ezen cselekmények kísérlete szintén büntetendő.

### 5. cikk
A szabályozás lehetőség szerint külföldi állampolgárokra is kell hogy vonatkozzon.

### 6. cikk
A szerződő félnek tilos nyilvántartást vezetni prostituáltakról vagy prostitúcióval vádolt személyekről, vagy kötelezni őket arra, hogy erre vonatkozó külön igazolvánnyal rendelkezzenek, illetve nem eshetnek különleges ellenőrzési vagy bejelentési előírások alá.

### 7-11. cikk
Szabályozzák a büntetésekkel kapcsolatos nemzetközi jogokat, kiadatási jogokat, más országban hozott ítéletek figyelembe vételét visszaeső bűnösöknél.

### 14-15.cikk
Az egyezményt aláíró fél köteles a felsorolt bűncselekmények utáni nyomozás céljára, annak összehangolására külön szervezett fenntartani.

### 16. cikk
A részt vevő fél köteles mindenféle módon akadályozni a prostitúció terjedését, illetve segíteni a prostituáltak visszailleszkedését a társadalomba.

### 17-19. cikk
Az egyezményben részt vevő fél köteles lehetőség szerint akadályozni az emberkereskedelmet, védeni ellene a be-és kivándorlókat, felhívni az emberek figyelmét ennek veszélyeire, figyelni mindenfajta olyan közlekedési eszközt és csomópontot, amely alkalmas lehet nemzetközi emberkereskedelem lebonyolítására, és figyelemmel kísérni az ezzel kapcsolatban gyanúsított személyek mozgását.
A részt vevő fél köteles adatokat gyűjteni külföldi állampolgárságú, prostitúcióval foglalkozó személyekről és azokról akik őket esetlegesen hazájuk elhagyására rábírták, és ezeket az adatokat az illető állam hatóságaival megosztani.
A részt vevő fél köteles az emberkereskedelem külföldi áldozatairól gondoskodni és segíteni hazatelepülésüket, amennyiben igénylik. Ha a hazatelepülésüket nem tudják finanszírozni, akkor a szerződő fél megállapodás után az ország határáig finanszírozza az illető hazatelepülését, azon túl pedig a saját állama.

### 20. cikk
A szerződő fél köteles felügyelni a munkaközvetítő irodákat, hogy azok ne közvetíthessenek prostitúciót.